# Ding Feng

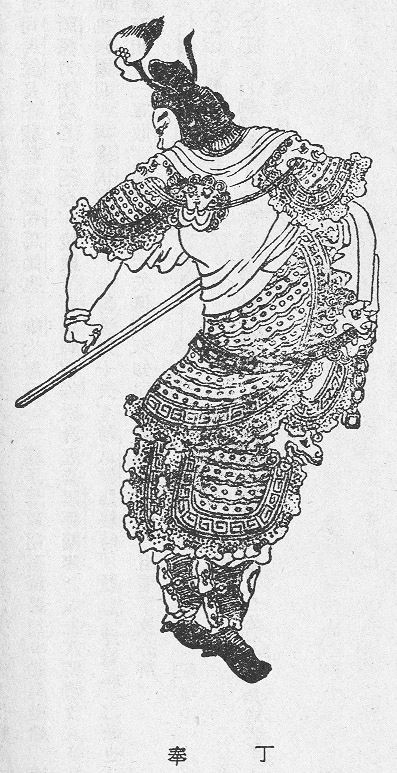
Illustration in einer Qing-Ausgabe der Geschichte der Drei Reiche.

Ding Feng (chinesisch 丁奉, Pinyin Dīng Fèng, * 190 im heutigen He Qui; † 271) war ein bekannter Wu-General des alten China zur Zeit der Drei Reiche.
Ding Feng war als tapferer Krieger und fähiger Stratege bekannt. In seiner Jugend nahm er an vielen Schlachten teil und erwarb sich so den Ruf des tapfersten Mannes der Armee. Sun Quan ernannte ihn zum "General, der alle anderen übertrifft" und zum Herrn des Hauptstadtbezirks.
Zum Ende der Zeit der drei Reiche besiegte er den Wei-General Zhuge Dan und wurde zum "General, der die Banditen besiegt" und zum "Herrn von Anfeng" ernannt.
Nachdem Sun Xiu den Thron bestieg, tötete Ding Feng den Tyrannen Sun Chen. Dafür erhielt er die Titel „Großer General und Bezirkswächter zur Linken und zur Rechten“. Außerdem wurde ihm das Siegel des Protektors von Xu Zhou verliehen.
Nach Sun Xius Tod begrüßte Ding Feng Sun Hao als neuen Kaiser. Er wurde zum "Großen Kriegsminister" und zum "General der Linken" ernannt.
| Personendaten    | Personendaten              |
| ---------------- | -------------------------- |
| NAME             | Ding Feng                  |
| KURZBESCHREIBUNG | Wu-General des alten China |
| GEBURTSDATUM     | 190                        |
| GEBURTSORT       | He Qui                     |
| STERBEDATUM      | 271                        |